# PSR 1913+16
PSR 1913+16 (também nomeado como: PSR B1913 + 16 ou PSR J1915 + 1606) (conhecido como pulsar Hulse-Taylor) é uma estrela binária formada por um pulsar e outra estrela de nêutrons que orbitam um baricentro comum. Foi o primeiro pulsar binário a ser descoberto e rendeu o prêmio Nobel de Física de 1993 a Russell Hulse e Joseph Taylor.

## Descoberta

Diagrama esquemático de um sistema de dois corpos orbitando o centro de massas.

Em 1974, o astrofísico norte-americano Russel Alan Hulse (então estudante de doutorado), juntamente com Joseph Hooton Taylor estavam procurando por novos pulsares, usando a antena de 305 m do radiobservatório de Arecibo, em Porto Rico.
A pesquisa revelou a existência de 40 novos pulsares, porém o mais notável era o PSR 1913 +16 (que indica um pulsar localizado nas coordenadas de ascensão reta 19 horas e 13 minutos e na declinação de 16 graus norte), observado no dia 2 de julho de 1974, na constelação da Águia. Tratava-se de um pulsar de rápida rotação, a estrela de nêutrons girava em seu eixo aproximadamente 17 vezes por segundo, assim o intervalo dos pulsos era de 59 milissegundos.
Após estudar os pulsos de rádio por algum tempo, Hulse e Taylor repararam que havia uma variação sistemática no tempo de chegada dos pulsos (diferentemente dos pulsares conhecidos). Às vezes, os pulsos eram recebidos um pouco mais cedo do que o esperado, às vezes, mais tarde. Estas variações mudavam em uma maneira harmoniosa e repetitiva, com um período de 7,75 horas. Eles perceberam que tal comportamento era previsível e que o pulsar estava em órbita de outro corpo. O estudo posterior mostrou que esse corpo era, muito provavelmente, outra estrela de nêutrons (portanto, um outro pulsar, cujo feixe de ondas de rádio não apontava para a Terra).

## Características
O pulsar e o sua companheira seguem órbitas elípticas em torno de seu centro de massas comum. Cada estrela se move em sua órbita de acordo com as Leis de Kepler.
A frequência da repetição dos pulsos, ou seja, o número de pulsos recebidos em cada segundo, pode ser usada para inferir a velocidade radial do pulsar conforme ele percorre sua órbita por meio do efeito Doppler. Quando o pulsar está avançando em nossa direção, ocorre o chamado blueshift, os pulsos se aproximam em conjunto, por isso, um maior número deles será recebido por segundo e a taxa de repetição dos pulsos será mais elevada. Quando está se afastando de nós, ocorre o redshift, os pulsos são mais espaçados no tempo e um menor o número de pulsos será detectado por segundo. A velocidade radial máxima medida foi de 300 km/s e a velocidade mínima foi de 75 km/s, indicando uma órbita altamente excêntrica.
O tempo de chegada dos pulsos também varia conforme o pulsar se move ao longo da sua órbita. Quando o pulsar está do lado de sua órbita mais próximo da Terra, os pulsos chegam mais de 3 segundos antes do que quando ele está do lado mais distante da Terra. A diferença é causada pela distância mais curta do pulsar quando sua órbita o coloca mais próximo da Terra. A diferença de 3 segundos-luz implica que a órbita tem cerca de 1 milhão de quilômetros de diâmetro.
O período do movimento orbital é 7,75 horas, e as estrelas — acredita-se — são quase iguais em massa, cerca de 1,4 massas solares. A distância mínima no periastro é de cerca de 1,1 raios solares, a distância máxima de separação no apoastro é 4,8 raios solares e o plano que contém sua órbita é inclinado em cerca de 45 graus em relação à nossa linha de visada.

## Efeitos da teoria da relatividade
Um pulsar binário é uma ferramenta única para testar leis físicas fundamentais da física. O pulsar e sua companheira são mais massivos que o Sol, possuem velocidades orbitais da ordem de 300 km/s em e descrevem órbitas muito próximas um do outro (chegando a uma separação mínima equivalente a um raio do Sol). Nessas circunstâncias formam um sistema ideal para estudos de campos gravitacionais intensos.
Uma vez que a pulsação da emissão de rádio do pulsar é extremamente estável, ele pode ser comparado a um relógio por pulsos (ticks). Esse pulsar é, portanto, um relógio preciso orbitando em um campo gravitacional intenso de outro corpo, fornecendo um poderoso teste das previsões do comportamento do tempo como percebido por um observador distante, de acordo com a teoria da relatividade de Einstein.
Um dos fenômenos previstos por Einstein era que o tempo medido por um relógio em movimento seria alterado por sua velocidade relativa a um observador externo e também pelo campo gravitacional. O movimento orbital desse pulsar gera esses dois fenômenos. Tal como já foi referido, a velocidade orbital do pulsar muda por um fator quatro durante a sua órbita. Da mesma forma, uma vez que a órbita do pulsar em torno de sua companheira é elíptica, os dois estão mais próximos em alguns momentos do que em outros, de modo que o campo gravitacional é, alternadamente, reforçado no periastro e enfraquecido no apoastro. Os dois efeitos se combinam para avançar ou retardar o tempo entre os pulsos por aproximadamente 4 milisegundos em diferentes partes da órbita. Esse efeito foi medido por Hulse e Taylor com uma precisão de 10%.
Outro fenômeno previsto pela teoria da relatividade é o avanço do periastro do pulsar, ou seja, um giro que ocorre no periastro a medida que a órbita elíptica do pulsar roda no seu plano.  Esse efeito é causado pela curvatura do espaço-tempo nas proximidades da estrela companheira do pulsar e é análogo ao avanço do periélio de Mercúrio em sua órbita. A teoria da relatividade previa um avanço de aproximadamente 4 graus por ano, o valor exato depende da massa total do pulsar e sua companheira, as medidas feitas por Hulse e Taylor indicaram um avanço de 4,2 graus por ano, em bom acordo com a previsão.

Época acumulada (tempo) da passagem pelo periastro do pulsar PSR 1913+16 (em segundos), medidos ao longo de 30 anos. Os pontos em vermelhos são os dados experimentais e a linha azul é o calculado pela teoria da relatividade.

### Ondas gravitacionais
Uma outra previsão da teoria geral da relatividade é a existência de ondas gravitacionais. Essas ondas seriam emitidas quando massas fossem aceleradas, nesse caso as massas seriam o pulsar e sua companheira. Essas ondas são ondulações no espaço-tempo e se propagam à velocidade da luz. Ainda de acordo com a teoria, essas ondas devem carregar uma certa quantidade da energia cinética orbital do par binário. Dessa forma, a energia orbital deveria diminuir gradualmente, fazendo com que o pulsar se aproximasse de sua companheira e o período orbital diminuísse.
A diminuição do período orbital calculado deveria ser de  6,7 x 10-8 s por órbita ou ainda 76 μs por ano. Embora não haja possibilidade de medir-se diretamente esse valor tão pequeno, o decremento no período orbital altera a época acumulada da passagem pelo periastro, que pode ser comparado com um sistema hipotético cujo período orbital permanece constante (vide gráfico ao lado).
Hulse e Taylor determinaram que suas medidas eram consistentes com os cálculos baseados na teoria da relatividade geral com uma precisão de 0,5%.
A órbita do pulsar está a diminuir com o tempo, actualmente, a órbita encolhe em cerca de 3,1 mm por órbita, portanto, as duas estrelas vão se fundir em cerca de 300 milhões de anos.

## Outros pulsares
- PSR 1919+21
- PSR B1937+21
- Cen X-3 — 1º pulsar de raios-X a ser descoberto
- SAX J1808.4-3658
- PSR B1257+12 — 1º pulsar com planeta a ser descoberto
- PSR J0737−3039
- SGR 1806-20
- PSR J1748-2446ad — pulsar com rotação mais rápida